# Wolfgang Reinhard

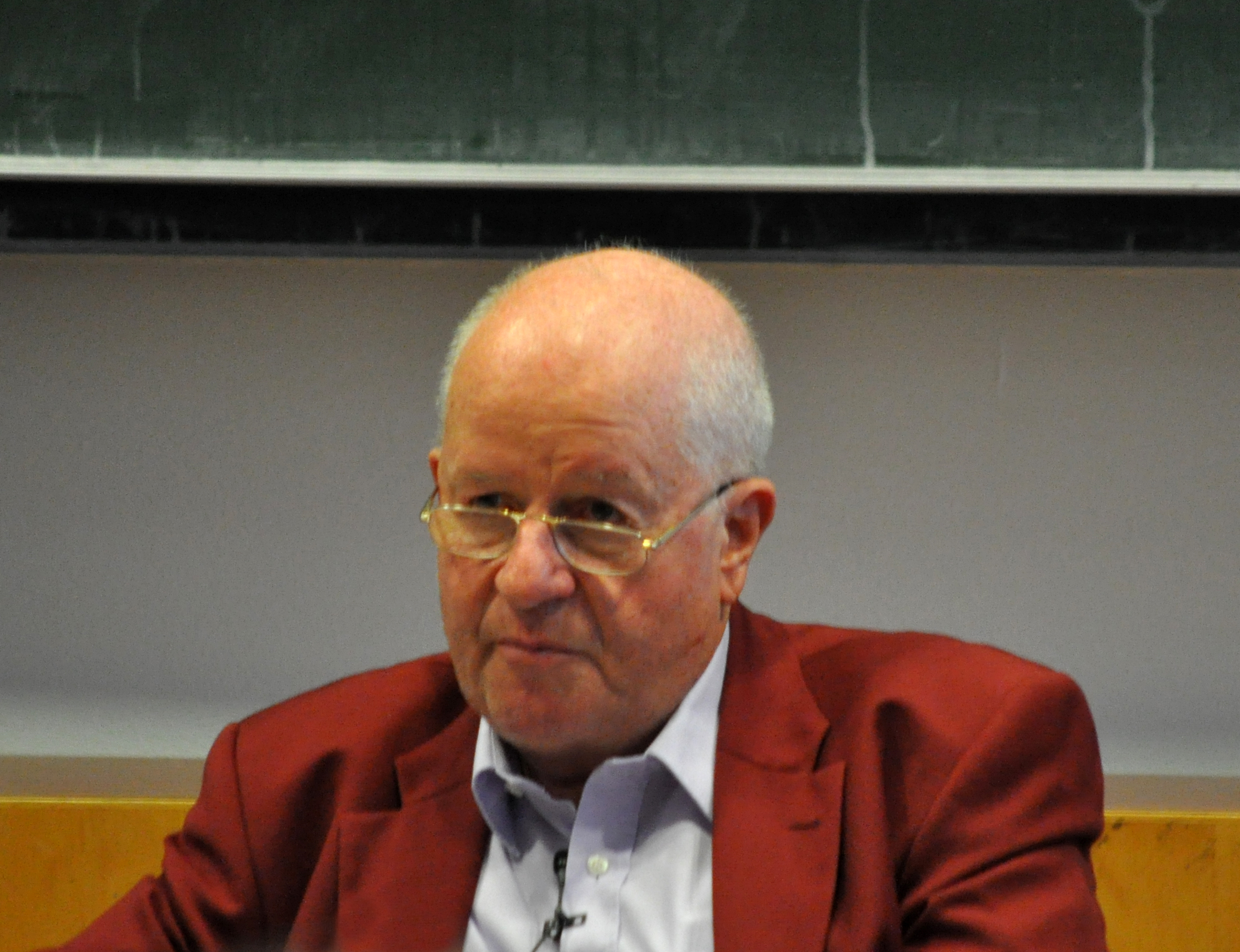
Wolfgang Reinhard (2012)

Wolfgang Karl Wilhelm Reinhard (* 10. April 1937 in Pforzheim) ist ein deutscher Historiker. Er hatte Professuren an der Universität Augsburg und der Albert-Ludwigs-Universität Freiburg inne. Zu seinen Forschungsschwerpunkten gehören die Geschichte des Papsttums und der Patronage in der Frühen Neuzeit, die europäischen Expansion und die Geschichte der Staatsgewalt. Einflussreich ist Reinhards parallel zu Heinz Schilling entwickelte These der Konfessionalisierung, die als Paradigma der deutschsprachigen Frühneuzeitforschung gilt.

## Leben
Wolfgang Reinhard wurde als Sohn des Oberstudiendirektors Rudolf Reinhard und seiner Frau Maria, geb. Maurer, in Pforzheim geboren. Er wuchs zunächst in Pforzheim, seit 1952 in Freiburg im Breisgau auf. Nach dem Abitur am Freiburger Bertholdgymnasium im März 1956 studierte Reinhard Geschichte, Anglistik und Geographie an der Albert-Ludwigs-Universität Freiburg und der Ruprecht-Karls-Universität Heidelberg. Im Dezember 1963 wurde er bei Erich Hassinger in Freiburg mit einer Arbeit über Die Reform in der Diözese Carpentras unter den Bischöfen Jacopo Sadoleto, Paolo Sadoleto, Jacopo Sacrati und Francesco Sadoleto 1517–1596 promoviert. Nach einer Zeit im Schuldienst und als Schulentwicklungsreferent am Oberschulamt Freiburg habilitierte er sich 1973 mit der Studie Familie und Klientel. Untersuchungen zur gesellschaftlichen Struktur und Dynamik des Papsttums und der politischen Sozialgeschichte der frühen Neuzeit. 1977 erhielt Reinhard einen Ruf für Neuere und Außereuropäische Geschichte an der Universität Augsburg, war 1985/1986 Gastprofessor an der Emory University in Atlanta und von 1990 bis zu seiner Emeritierung 2002 Ordinarius für Neuere Geschichte in Freiburg im Breisgau. 1997/1998 war er Forschungsstipendiat am Historischen Kolleg in München. Einen Ruf auf einen hochdotierten Woodruff Chair an der Emory University lehnte er 1986 aus privaten Gründen ab. 2003/2004 war er Jean-Monnet-Fellow am European University Institute Florenz; 2004 Gast des Rektors am Netherlands Institute for Advanced Studies in Wassenaar. Von 2005 bis 2010 war er Fellow für Geschichte am Max-Weber-Kolleg und ist seitdem assoziierter Fellow.
Zu seinen akademischen Schülern gehören Peter Burschel (Habilitation), Birgit Emich (Promotion und Habilitation), Mark Häberlein (Promotion und Habilitation), Achim Landwehr (Promotion), Christoph Marx (Habilitation), Tobias Mörschel (Promotion), Volker Reinhardt (Promotion und Habilitation), Michaela Schmölz-Häberlein (Promotion), Markus Völkel (Habilitation), Wolfgang Weber (Promotion und Habilitation), Reinhard Wendt (Promotion und Habilitation) und Jürgen Zimmerer (Promotion). Reinhard betreute neun Habilitationen und 53 Promotionen sowie 137 Magisterarbeiten und Zulassungsarbeiten zum Staatsexamen.

## Wirken

### Forschungsschwerpunkte
Reinhard widmet sich insbesondere der historischen Anthropologie, der vergleichenden Verfassungsgeschichte Europas, der europäischen Expansion und der Geschichte des Papsttums. Mit Hilfe der Verflechtungsanalyse, die er in die Geschichtswissenschaft einführte, untersuchte er vor allem das Klientelwesen an der Kurie. Bereits 1979 hatte Reinhard als Voraussetzung „für die Rekonstruktion des römischen network […] die Erstellung einer Prosopographie für die kuriale Prälatenschicht gefordert“. An einer Fallstudie zeigte Reinhard, dass ohne Kenntnis der ständig wandelnden Beziehungsgeflechte eine realistische Einschätzung der europäischen Politik und des Einflusses von Papsttum und Kurie nicht möglich ist. Er ist einer der Schöpfer der Theorie der Konfessionalisierung. Reinhard war Mitherausgeber der Zeitschriften Periplus und Saeculum, der Reihen Historiae, Historische Anthropologie, Menschen und Kulturen sowie Päpste und Papsttum. Zu seinen wichtigsten Publikationen zählen das vierbändige Werk Geschichte der europäischen Expansion (1983–1990), neubearbeitet als Die Unterwerfung der Welt (2016), die Geschichte der Staatsgewalt (1999), die 2004 erschienene Kulturanthropologie-Geschichte Lebensformen Europas sowie Paul V. Borghese. Eine mikropolitische Papstgeschichte (2009). Einem breiteren Publikum wurde er 2006 bekannt durch die Veröffentlichung seines Buches Unsere Lügengesellschaft. Reinhard hat sich in der Fachwelt auch durch Pionierarbeiten zur außereuropäischen und Kolonialgeschichte einen Namen gemacht.
Für seine Forschungen wurden Reinhard zahlreiche wissenschaftliche Ehrungen und Mitgliedschaften zugesprochen. Reinhard ist Mitglied der British Academy, Mitglied der Accademia di San Carlo di Milano und der Heidelberger Akademie der Wissenschaften. Von 1988 bis 2002 war er Mitglied des Beirats des Deutschen Historischen Instituts in Rom. 2001 erhielt er für sein Gesamtwerk den renommierten Preis des Historischen Kollegs („Historikerpreis“) durch den Bundespräsidenten. Am 19. Oktober 2012 wurde Reinhard die Ehrendoktorwürde der Universität Konstanz verliehen. 2018 erhielt er den Dimitris Tsatsos-Preis.

### Haltung zur Erinnerungskultur zum Holocaust
Im Januar 2022 äußerte sich Reinhard in der Frankfurter Allgemeinen Zeitung (FAZ) zur Erinnerungskultur zum Holocaust in Deutschland. Der Text basiert auf einem Tagungsbeitrag Reinhards für die Konrad-Adenauer-Stiftung in Sachsen. Der Holocaust sei eine „erinnerungspolitische Identifikationsfigur von geradezu sakralem Charakter geworden“, eine „Holocaust-Obsession“. Die „Holocaust-Kultur“ sei „machtbesetzt und tabugeschützt“. „Amerikas Juden“ hätten sich in einer „Opferkonkurrenz“ durchgesetzt um dann „Amerika und die Welt von der Einzigartigkeit des Holocausts zu überzeugen“. Der Holocaust habe sich „aus einer zufälligen Häufung tragischer Einzelschicksale in eine einzigartige, identitätsstiftende Leitvorstellung des jüdischen Gedächtnisses“ verwandelt. Das „deutsche“ Gedächtnis habe eine „pflichtgemäße Erinnerungskultur jüdischer Art“ erst lernen müssen. Hierfür sei auch eine nicht näher bezeichnete „Medienmacht“ verantwortlich. Die Aussage zum Mahnmal für die ermordeten Juden Europas des rechtsextremen AfD-Politikers Björn Höcke („Wir Deutschen sind das einzige Volk der Welt, das sich ein Denkmal der Schande in das Herz seiner Hauptstadt gepflanzt hat.“) wird von Reinhard bejaht („in der Sache zutreffend“). Den Einlassungen Reinhards wurde in der Welt von Alan Posener widersprochen. Posener warf Reinhard Unkenntnis westlicher Erinnerungskultur vor und rückte seine Aussagen in die Nähe zu Ernst Noltes Thesen im Historikerstreit. Die von Reinhard geforderte „Normalisierung“ des Holocaustgedenkens „käme einem Vergessen gleich“. Der Holocaust werde in dem Text Reinhards dazu genutzt, um „Ressentiments gegen Juden zu schüren“. Michael Wolffsohn bejahte in der Jüdischen Allgemeinen Reinhards Unbehagen an der „total versteinten (sic!) deutschen Erinnerungs»kultur«“ als „prinzipiell nachvollziehbar und notwendig“, kritisierte aber, Reinhard wolle „das Kind mit dem Bade ausschütten“ und plädiere „in einer geradezu unmenschlich zynischen Sprache, oft vermischt mit antisemitischen Klischees, für ein »Recht auf Vergessen«“. Kritisch zu den Ausführungen äußerten sich auch Schimon Stein und Moshe Zimmermann sowie Andreas Wirsching.

## Schriften
Monographien
- Die Reform in der Diözese Carpentras unter den Bischöfen Jacopo Sadoleto, Paolo Sadoleto, Jacopo Sacrati und Francesco Sadoleto 1517–1596 (= Reformationsgeschichtliche Studien und Texte. Band 94). Aschendorff, Münster 1966 (Zugl.: Freiburg (Breisgau), Univ., Diss., 1963).
- Familie und Klientel. Untersuchungen zur gesellschaftlichen Struktur und Dynamik des Papsttums und der politischen Sozialgeschichte der frühen Neuzeit. 2 Bände. (Freiburg (Breisgau), Univ., Habil.-Schr., 1973).
- Papstfinanz und Nepotismus unter Paul V. (1605–1621). Studien und Quellen zur Struktur und zu quantitativen Aspekten des päpstlichen Herrschaftssystems (= Päpste und Papsttum. Band 6). 2 Bände. Hiersemann, Stuttgart 1974, Teil 1, ISBN 3-7772-7419-4 und Teil 2, ISBN 3-7772-7426-7.
- Geschichte der europäischen Expansion. 4 Bände. Kohlhammer, Stuttgart 1983–1990.
- Kleine Geschichte des Kolonialismus. 2., vollständig überarbeitete und erweiterte Auflage. Kröner, Stuttgart 2008, ISBN 978-3-520-47502-2.
- Geschichte der Staatsgewalt. Eine vergleichende Verfassungsgeschichte Europas von den Anfängen bis zur Gegenwart. Beck, München 1999, ISBN 3-406-45310-4.
- Lebensformen Europas. Eine historische Kulturanthropologie. Beck, München 2004, ISBN 3-406-51760-9.
- Glaube und Macht. Kirche und Politik im Zeitalter der Konfessionalisierung. Herder, Freiburg im Breisgau 2004, ISBN 3-451-05458-2.
- Unsere Lügengesellschaft. Warum wir nicht bei der Wahrheit bleiben. Murmann, Hamburg 2006, ISBN 3-938017-47-3.
- Geschichte des modernen Staates. Von den Anfängen bis zur Gegenwart (= Beck’sche Reihe. Band 2423, C. H. Beck Wissen). Beck, München 2007, ISBN 978-3-406-53623-6.
- Paul V. Borghese (1605–1621). Mikropolitische Papstgeschichte (= Päpste und Papsttum. Band 37). Hiersemann, Stuttgart 2009, ISBN 978-3-7772-0901-2.
- Die Nase der Kleopatra. Ein Spaziergang durch die Weltgeschichte. Herder, Freiburg im Breisgau 2011, ISBN 978-3-451-30294-7.
- Die Unterwerfung der Welt. Globalgeschichte der europäischen Expansion 1415–2015. Beck, München 2016, ISBN 978-3-406-68718-1.
- Staatsmacht und Staatskredit. Kulturelle Tradition und politische Moderne. Winter, Heidelberg 2017, ISBN 978-3-8253-6712-1.

Herausgeberschaften
- Sakrale Texte. Hermeneutik und Lebenspraxis in den Schriftkulturen. Beck, München 2009, ISBN 978-3-406-58487-9.
- Verstaatlichung der Welt? Europäische Staatsmodelle und außereuropäische Machtprozesse (= Schriften des Historischen Kollegs, Kolloquien. Band 47). München 1999, ISBN 3-486-56416-1 (Digitalisat).
- mit Peter C. Perdue, Iriye Akira, Jürgen Osterhammel: Geschichte der Welt. Weltreiche und Weltmeere 1350–1750. Beck, München 2014, ISBN 978-3-406-64103-9.